# Иммиграция в Бутан
Иммиграция в Бутан является давней и насущной проблемой, как в политических и социальных, так и в правовых аспектах страны. Законы об иммиграции в Королевство Бутан и получении в нём гражданства были провозглашены как самим Друк Гьялпо, или Драконовым Королем — правителем страны, так и правительством, потому что Бутан является конституционной монархией. Политика иммиграции и процедуры её исполнения осуществляются через Lhengye Zhungtshog (Совет министров), Департамент иммиграции и Министерство внутренних дел и культуры.

## История
Бутан находится на Юге Азии, граничит с Индией и Тибетским автономным районом Китайской Народной Республики. Учитывая это, Бутан стал местом куда на протяжении всей его истории существования мигрировали из соседних земель. Тибетские, Индо-Бирманские и Монгольские мигранты стали частью Бутана и внесли свой вклад в его культуру и развитие. Поэтому общество Бутана состоит из четырёх этнических групп: Нгалопы, которые начали иммигрировать из Тибета ещё в начале IX века, Шарчобы — восточный народ Бутана, состоящий из Индо-Монголоидных переселенцев и говорящих на языке цангла, Непальцев — лхоцампа и аборигенов, именуемых Монпа. Некоторые иммигранты из Индии попали из соседних штатов, будучи рабами, и стали независимыми после отмены рабства в 1958. Связи с этим современные законы Бутана о гражданстве отражают в себе влияние со стороны иммигрантских групп.
Первым законом об иммиграции в страну и гражданстве стал Закон о гражданстве Бутана от 1958 года, куда впоследствии были внесены поправки в 1977 году. Позже, в 1985 году был принят новый Закон о Гражданстве Бутана. В будущем его дополнил Закон об Иммиграции от 2007 года. Конституция, принятая в 2008 году привнесла некоторые изменения в законы и процедуры иммиграции в Бутан, однако закон о гражданстве остался неизменным.
Закон о Гражданстве от 1958 года был принят, с целью урегулирования ситуации с наплывом беженцев и мигрантов. Люди могли получить гражданство, предъявив доказательства о проживании на территории Бутана как минимум 10 лет. Желающие, на патрилинейных условиях, могли стать гражданами Бутана, благодаря процессам натурализации, установившихся в рамках нового закона. Помимо проживания, человек должен был доказать, что служил Королевству не менее пяти лет и владел участком земли. Отсутствие как таковых статей, описывающих конкретные процедуры для миграции дали Королю возможность оставить за собой право вносить изменения в закон и принимать решения совместно с представителями правительства по этому поводу.
Поправки в Закон о предоставлении гражданства Бутана, введенные в 1977 году, требовали предоставлять доказательства о проживании уже не 10, а 20 лет, или 15 лет при служении Королевству. В дополнении, желающий получить гражданство должен был владеть дзонг-кэ, т.е языком государства, устно и письменно, хотя бы на среднем уровне, и иметь представление об истории Бутана. Закон является довольно ассимилятивным, так как условиями для получения гражданства так же являются усвоение культуры и традиций Бутана, что включает в себя в основном посвящение в культуру Нгалоп и исповедуемый ими Буддизм, так как эта группа является доминантной и властвующей в стране. Несмотря на то, что в 1985 году был издан новый закон, поправки все ещё действительны, так как не были юридически отменены.
Десятки тысяч людей, проживавших на территории Тибета, стали беженцами в результате действий Мао Цзэдуна и присоединения Тибета к Китаю в 1959 году. Меры, проводимые в 70-х по отношению к непальцам позволяли им получать лучшее образование и рабочие места, однако их ассимиляция с культурой Нгалоп проходила тяжелее. Вскоре правительство приняло меры, касающиеся напрямую лхоцампа, заставляя их носить национальную одежду Нгалоп, чем вызвало возмущение у непальцев. Далее этнические меньшинства стали ещё больше притесняться, с распоряжением от 1989 года, официальным языком в школах стал дзонг-кэ, которым владели не все иммигранты. Большое количество разных этнических групп и вероисповеданий становились причинами столкновений на территории Бутана. Одними из актов насилия на этнической почве стали беспорядки в 1990 году. Антиправительственные восстания, устроенные непальцами за свои права, демократию и равенство среди этнических меньшинств, закончились бегством тысячи людей в Непал.